# Бањалучка пивара
Бањалучка пивара је компанија са 145 година дугом традицијом у производњи пива. Ова компанија, са сједиштем у Бањој Луци, једини је произвођач пива у Републици Српској и једна од највећих компанија у прехрамбеној индустрији Републике Српске и Босне и Херцеговине. Бањалучка пивара данас запошљава више од 280 радника.

## Историја Бањалучке пиваре
У малом мјесту покрај Бањалуке, вриједним радом монаха Траписта из самостана Марија Звијезда 1873. године настала је Бањалучка пивара. Оснивач Бањалучке пиваре је редовник Франц Пфанер, који је половином 19. вијека са другим Трапистима дошао у Бањалуку. У Делибашином селу, оснива самостан и покреће производњу пива, а затим и сира.
У циљу унапређења процеса производње, у Бањалуку 1895. године долази стручњак за пиварство, Елегијус Блаварт из Брна, који уједно надгледа монтажу нових постројења компаније. Недуго затим, 1918. године, Бањалучка пивара покреће и постројења за производњу дрвене буради, боца и чепова, као и фабрику за прављење леда.
Послије Другог свјетског рата, пивара постаје власништво државе и своје пословање усмјерава искључиво на производњу пива. Компанија 1975. године улази у састав агроиндустријског пољопривредног комбината Босанска Крајина, чија је чланица била све до 1989. године, када је иступањем постала самостално предузеће.
Почетком 90-их година Бањалучка пивара се региструје као акционарско друштво у мјешовитој својини, при чему један дио капитала остаје у друштвеном, а други дио прелази у власништво запослених.
На основу законских прописа, држава капитализује дио својине предузећа и Бањалучку пивару проглашава предузећем од интереса за Републику Српску.
Почетком 2003. године долази до преноса државног капитала у акцијски, чиме компанија постаје акционарско друштво. Крајем 2004. године окончана су инвестициона улагања у модернизацију и проширење производних погона, чиме је производни капацитет подигнут на 1.000.000 хл пива годишње.
Бањалучка пивара је од малог произвођача, који је у почетку задовољавао само потребе самостана, израсла у велику и модерну пивару чији је капацитет производње довољан за снабдијевање цијелог тржишта Републике Српске, БиХ, али и шире.

## Бањалучка пивара данас
Бањалучка пивара своје пословање усмјерава према жељама својих потрошача и у потпуности је посвећена напретку и побољшању квалитета. Компанија тренутно запошљава више од 280 радника, који захваљујући најсавременијој технологији и најквалитетнијем јечму производе пиво са највишим стандардима квалитета.
Захваљујући преданом раду, на годишњем нивоу се произведе и попије више од 57 милиона чаша „Нектар“ пива. Производи Бањалучке пиваре омиљени су у регији, а доступни су и на тржиштима Србије, Хрватске, Аустрије, Италије, Словеније, Пољске, Швајцарске, Малте, Енглеске, Финске, Исланда, Шведске, Аустралије, Индије и САД.
У свјетлу обиљежавања 145 година пиварства у Бањој Луци, компанија је током 2018. године отворила јединствену историјску изложбу „Вијек и по пиварства“ која обједињује вриједну историјску грађу уз хронику настанка, развоја и постигнутих пословних резултата. Изложба која приказује историјски развој пиварске индустрије постављена је у холу Управне зграде Бањалучке пиваре, а отворена је за све посјетиоце, пријатеље, пословне сараднике, туристе и љубитеље пива.

## Производи
Пратећи свјетске трендове, али и стварајући своје, компанија данас производи неколико врста пива и то „Нектар“ лагер пиво, „Нектар“ црно пиво, „Нектар“ радлере са укусом лимуна и црвеног грејпа, „Црни Ђорђе“ црно пиво, „Бањалучко“ лагер пиво и „Кастел“ лагер пиво.

#### „Нектар“ лагер пиво[4]
„Нектар“ пиво одликује савршена свјежина и питкост која се добија спајањем три посебне врсте хмеља и чисте воде ријеке Врбас, а ово златно пиће настаје према посебном рецепту који Бањалучка пивара примјењује од свог настајања.
Пиво Бањалучке пиваре са најдужом традицијом је уједно и најпродаваније пиво у Босни и Херцеговини, са продајом од 48,3 милиона литара. „Нектар“ пиво је добитник 10 златних медаља престижног свјетског такмичења „Monde Selection“ у Бриселу, а 2018. године је уврштен у 100 „Must have“ брендова у Босни и Херцеговини.

#### „Нектар“ црно пиво[4]
Четири врсте природног прженог јечма, прошаране аромама чоколаде и црног рибиза, доносе напитак пуног и комплетног укуса. Комбинацијом најквалитетнијег аустријског хмеља и кувањем састојака на 102 степена Целзијуса ствара се лагано и питко пиво, које на непцима оставља потпун осјећај задовољства. Одличан је извор витамина Б6 и Б12, као и бета глукана - влакана задужених за здравље срца.

#### „Нектар“ радлери[4]
Бањалучка пивара је у протеклом периоду креирала нове укусе ароматизованих пива, „Нектар“ лимун, „Нектар“ црвени грејп. Сва „Нектар“ ароматизована пива садрже само природну воћну арому, по чему се разликују од сличних производа на тржишту. „Нектар“ лимун и „Нектар“ црвени грејп су се показали као апсолутни лидери у сегменту ароматизованих пива и данас важе као омиљена освјежења у врућим љетњим данима.

## Друштвено одговорно пословање
Као друштвено одговорна компанија, Бањалучка пивара препознаје потребе локалне заједнице те их поставља као један од највећих приоритета пословања. На годишњем нивоу компанија је укључена у више од 400 активности у области спорта, културе, образовања и пројеката подршке локалној заједници. Међу значајним спонзорствима посебно се издвајају: Бањалучки полумаратон, „Нектар фан ран“, „Нектар колор фан“, „Љето на Врбасу“, Планинарско-алпинистички клуб “Самит”, ГП “Јазавац”, Бициклистичка трка “Београд- Бањалука”, Избор спортисте године Републике Српске, “Театар фест”, „Дукат фест“.
Поред наведених, ту су и бројни музички фестивали попут: “Нектар ОК фест”, “Нектар фреш вејв”, “Демофест”.

## Заштита животне средине
Заштита животне средине је још један од праваца дјеловања Бањалучке пиваре. Уз ефикасно кориштење воде и енергије, око 80% амбалаже која се користи за производе ове компаније спада у категорију повратне амбалаже. Истовремено, Бањалучка пивара активно ради на рециклажи стакла, папира, пластике, метала и дрвета, те је рециклирала више од 7.000 тона отпада.

## Актуелности из Бањалучке пиваре
Бањалучка пивара је организовала наградну игру „10 `ладних Нектара“, која је трајала од 2. априла до 30. јуна 2019. године. На адресу компаније је пристигло 300.000 коверата у којима су се налазили чепови са боца, отварачи са лименки или фискални рачун „Нектар“ точених пива.
У великом финалу које је одржано 6. јула 2019. године на Тргу Крајине у Бањалуци, извучена су три добитника Порше аутомобила.
Током три мјесеца трајања наградне игре, Бањалучка пивара је подијелила и 90 мини-фрижидера, 90 великих сунцобрана и 90 вртних гарнитура.